# Bolbocaffer rugiferum
Bolbocaffer rugiferum är en skalbaggsart som beskrevs av Hermann Julius Kolbe 1883. Bolbocaffer rugiferum ingår i släktet Bolbocaffer och familjen Bolboceratidae. Inga underarter finns listade.